# Salete (Brasile)
Salete è un comune del Brasile nello Stato di Santa Catarina, parte della mesoregione della Vale do Itajaí e della microregione di Rio do Sul.